# Röda torget
Denna artikel handlar om Röda torget i Moskva, för andra betydelser se Röda torget (olika betydelser)

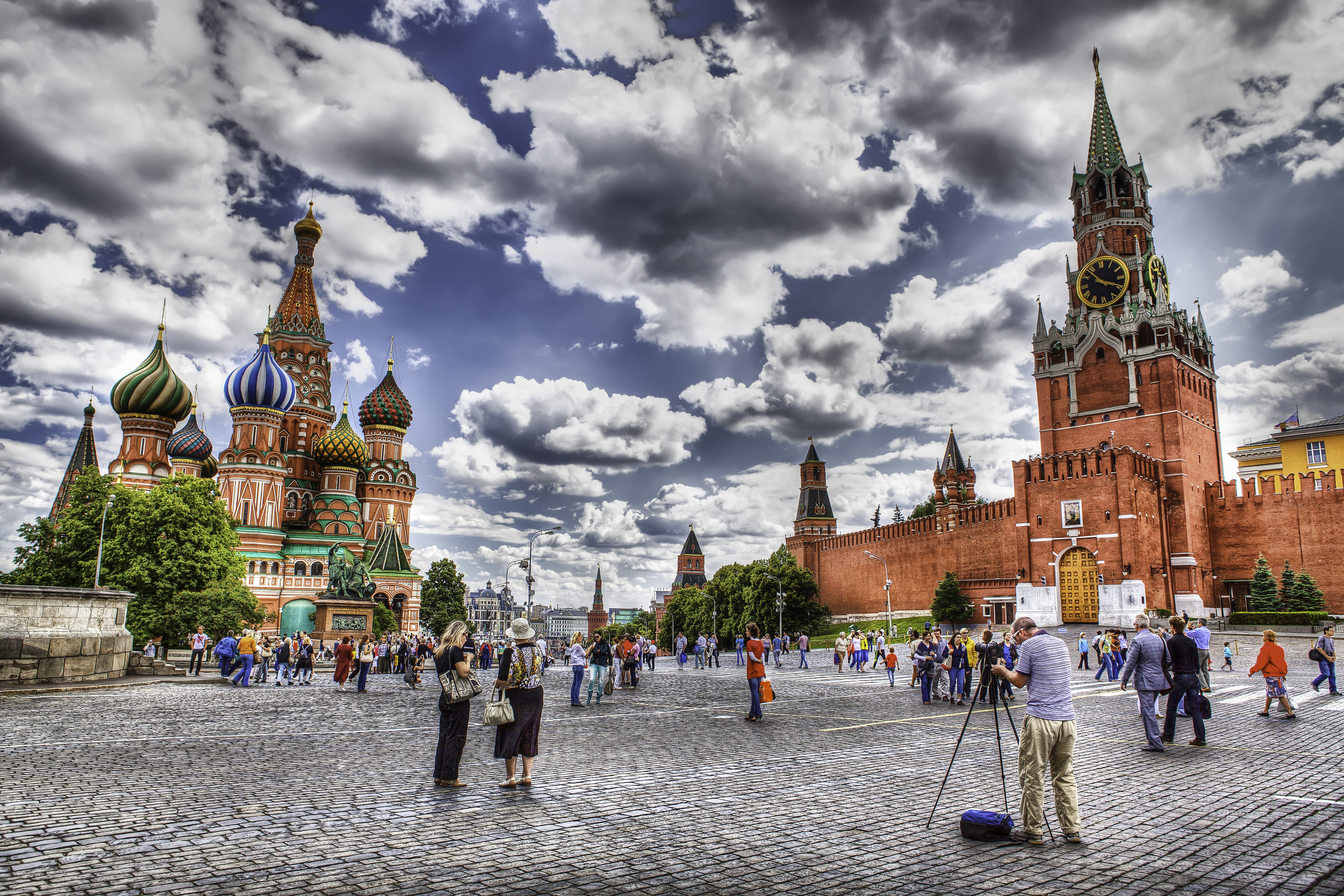
Röda torget på dagen, med Vasilijkatedralen och Spasskajatornet i bakgrunden.

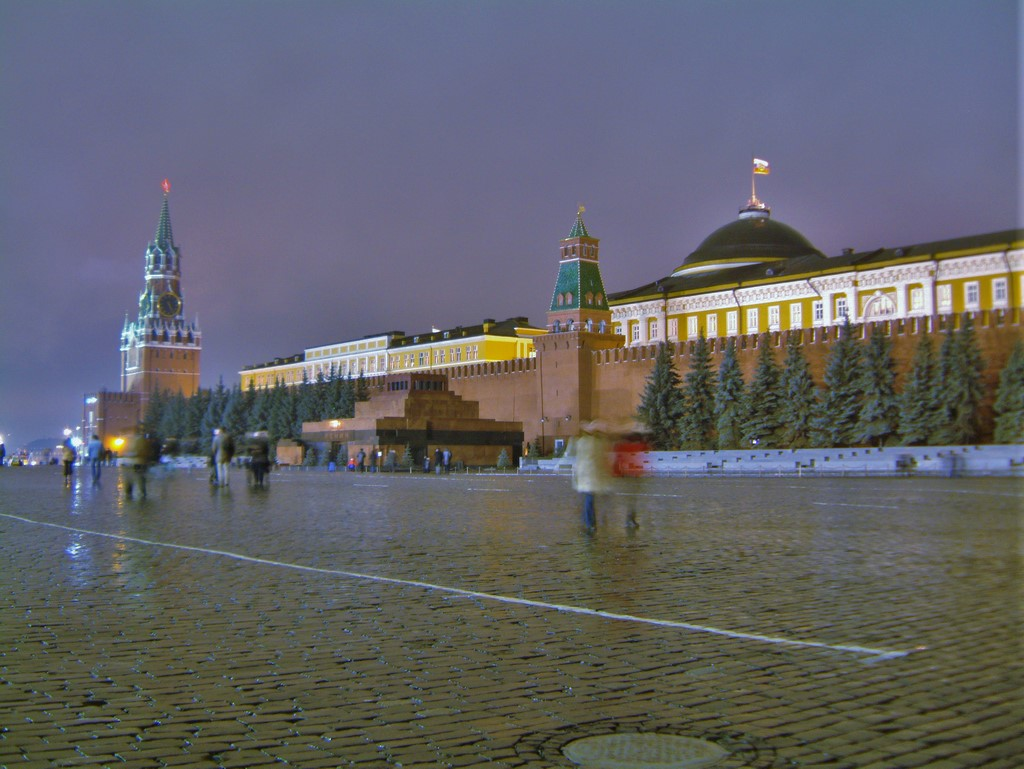
Röda torget på nattetid, förutom Spasskajatornet, syns även Leninmausoleet och Kremlmuren i bakgrunden.

Röda torget (ryska: Красная площадь/Krasnaja plosjtjad) är ett torg i centrala delen av Rysslands huvudstad Moskva.

## Beskrivning
Torget åtskiljer Kreml, det forna kejserliga citadellet och numera den ryska presidentens officiella residens, från det historiska handelsdistriktet Kitaj-gorod (Kinastaden). Det kantas även av Vasilijkatedralen, varuhuset GUM, Leninmausoleet, Historiska museet och Uppståndelseporten. Torget är 23.100 m² stort (330 x 70 meter).
Namnet är förrevolutionärt och torget är således inte namngivet som en hyllning till kommunismens röda fanor. För länge sedan var "röd" (krasnyj/krasnaja) på ryska också ordet för "vacker" (nu krasivyj/krasivaja), man menade alltså från början "vackra torget".
1990 utsåg Unesco Röda torget tillsammans med Kreml i Moskva till ett världsarv.

## Bilder

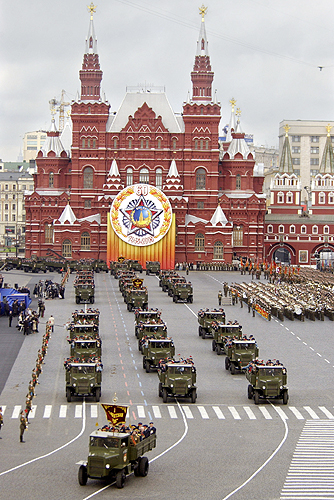
Militärparad på 60-årsdagen 2005 av segern i andra världskriget 1945.
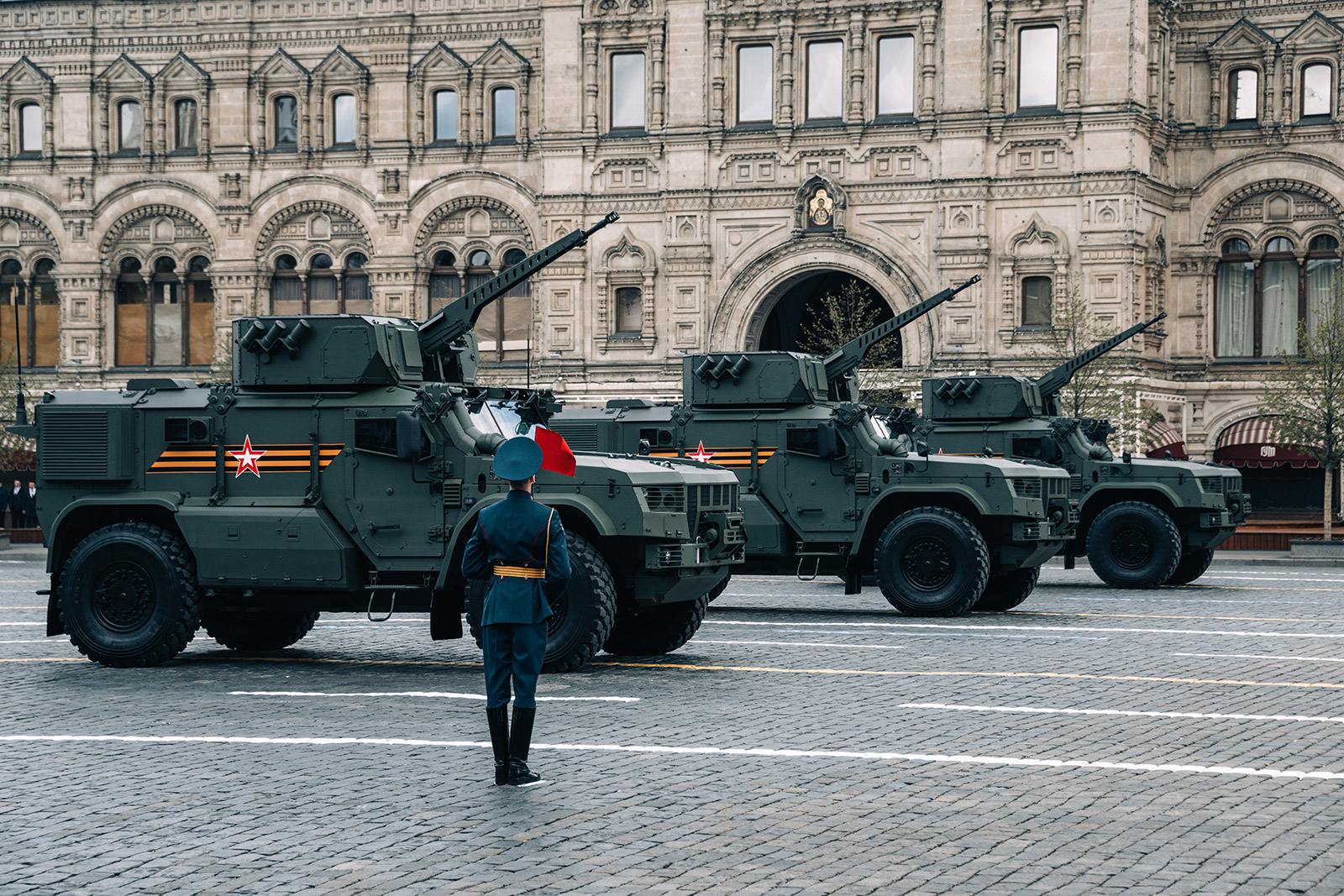
Tre stridsfordon rullar igenom torget under Segerdagen 2022.